# Pseudophilautus amboli
Espèce
Synonymes
- Philautus amboli Biju & Bossuyt, 2009

Statut de conservation UICN

 CR B1ab(iii) : 
En danger critique
Pseudophilautus amboli est une espèce d'amphibiens de la famille des Rhacophoridae.

## Répartition
Cette espèce est endémique des Ghâts occidentaux en Inde. Elle se rencontre au Maharashtra et au Karnataka.

## Étymologie
Cette espèce est nommée en référence au lieu de sa découverte, la forêt d'Amboli.

## Publication originale
- Biju & Bossuyt, 2009 : Systematics and phylogeny of Philautus Gistel, 1848 (Anura, Rhacophoridae) in the Western Ghats of India, with descriptions of 12 new species. Zoological Journal of the Linnean Society, vol. 155, p. 374-444.